# Чалов, Фёдор Николаевич
Фёдор Никола́евич Ча́лов (род. 10 апреля 1998, Москва) — российский футболист, нападающий греческого клуба ПАОК и сборной России. Мастер спорта России.

## Биография
Чалов родился в Москве. У него есть младшая сестра и старший брат Даниил (р. 1994), который тоже стал футболистом. Отец всю жизнь болел за московский ЦСКА, он научный сотрудник МАИ. Чалов осваивал фортепиано и флейту, но по его просьбе старший брат привёл Фёдора в секцию «Юный динамовец». В отличие от многих сверстников, увлечённых футболом, он не только успешно занимался спортом, но и хорошо учился в школе. Через год селекционеры ЦСКА забрали Чалова в свою детскую команду. Сначала он выводил игроков на поле и подавал мячи, а позже сам начал показывать неплохие результаты. В возрасте 13 лет стал лучшим бомбардиром на чемпионате России среди ребят своего возраста.

## Клубная карьера

### ЦСКА (Москва)
В 2015 году в матче юношеских команд 1998 года рождения против «Спартака» забил 5 голов. Через год он отличился в рамках юношеской лиги УЕФА в матче против команды «Монако», забив в ворота соперников четыре мяча. Его «покер» помог команде выиграть со счётом 5:0, причём три мяча из четырёх Чалов забил в течение шести минут.

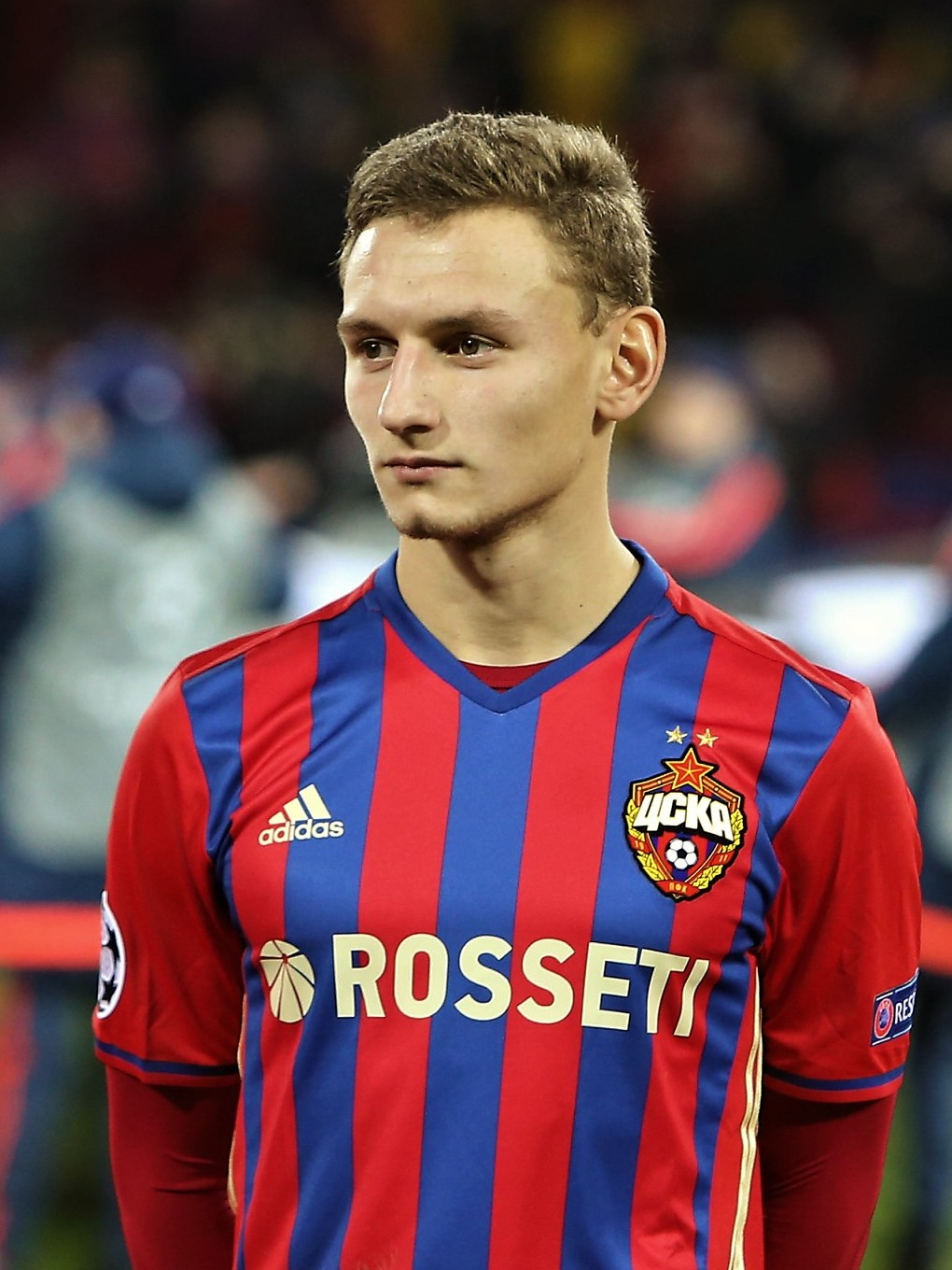
2016 год

За основную команду ЦСКА дебютировал 21 сентября 2016 года в гостевом матче 1/16 Кубка России против «Енисея» (1:2) — вышел на замену на 76-й минуте. 6 ноября дебютировал в премьер-лиге в матче против пермского «Амкара». 18 ноября 2016 года впервые вышел в стартовом составе ЦСКА в матче чемпионата против тульского «Арсенала». 22 ноября 2016 дебютировал в Лиге чемпионов в матче против «Байера». 3 декабря забил свой первый гол в профессиональной карьере в ворота «Урала» (4:0). 12 мая 2017 года в матче против тульского «Арсенала» (3:0) оформил первый дубль в карьере. В конце 2017 года был назван лучшим молодым футболистом России и стал обладателем почётной премии «Первая пятёрка».
12 апреля 2018 года в матче четвертьфинала Лиги Европы забил свой первый гол в еврокубках, поразив ворота лондонского «Арсенала» (2:2). 18 апреля отметился дублем в ворота «Амкара» (3:0), а 6 мая в матче против тульского «Арсенала» (6:0) оформил хет-трик в течение первого тайма. Это принесло футболисту седьмое место в рейтинге самых молодых футболистов с данным достижением (в этот момент ему было 20 лет и 26 дней). Через 5 дней получил награду РФПЛ «лучший игрок месяца», обойдя в рейтинге своего партнёра по команде Ахмеда Мусу и Квинси Промеса из московского «Спартака».
1 сентября 2018 оформил хет-трик в матче 6-го тура РПЛ сезона 2018/19, в котором ЦСКА победил «Урал» 4:0. Первый гол в Лиге чемпионов забил 19 сентября 2018 в гостевой игре против «Виктории Пльзень» (2:2). 12 декабря принял участие в ставшем победным для ЦСКА матче 6-го тура группового этапа Лиги чемпионов против «Реала» на «Сантьяго Бернабеу», забив первый гол армейцев на 37-й минуте. Стал лучшим бомбардиром чемпионата России 2018/19, забив 15 голов.

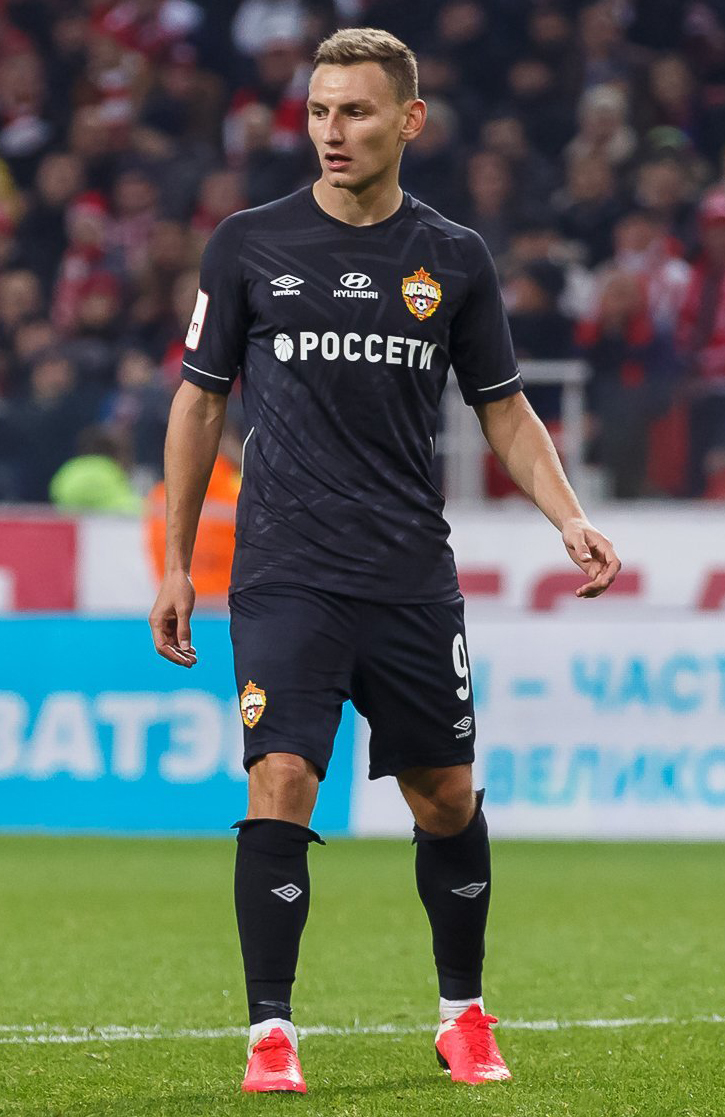
Чалов в составе ЦСКА в 2020 году

Летом 2019 года Чаловым интересовался английский клуб «Кристал Пэлас», предлагавший за его трансфер 25 млн фунтов стерлингов. Однако ЦСКА отказался от сделки. Сезон 2019/20 провёл значительно слабее предыдущего, в чемпионате России в 30 матчах забил только 8 мячей, при этом пять из них стали победными для ЦСКА. В шести матчах Лиги Европы забил один мяч — в домашнем матче против «Лудогорца» (1:1). 20 ноября 2020 года ЦСКА объявил о продлении контракта с Чаловым до окончания сезона 2023/24.
1 февраля 2022 года перешёл на правах аренды в швейцарский клуб «Базель», соглашение рассчитано до окончания сезона 2021/22 и не предусматривает опции выкупа трансфера. 3 марта 2022 года забил свои первые мячи за «Базель», дважды поразив ворота «Санкт-Галлена» в матче 24-го тура швейцарской Суперлиги. В следующем туре поразил ворота «Лугано». 24 апреля в рамках 31-го тура Суперлиги поразил ворота «Люцерна» (3:0).
По истечении арендного соглашения вернулся в состав ЦСКА. 31 июля 2022 года в 3-м туре РПЛ забил первый мяч после возвращения в ворота «Пари Нижний Новгород» (2:2). 6 августа 2022 года забил мяч «Факелу» (4:1). 13 августа 2022 года забил мяч в ворота «Зенита» (1:2), реализовав пенальти. 10 сентября забил мяч с пенальти в ворота «Краснодара». Этот гол стал 50-м для Чалова в чемпионатах России (в 147-м матче). За всю историю только три футболиста забивали 50 мячей в чемпионате России в более юном возрасте — Александр Кержаков, Веллитон и Вагнер Лав. 16 октября оформил дубль в ворот «Спартака» (2:2), впервые отличившись в московском дерби. 26 ноября 2022 года в матче группового этапа Кубка России против «Сочи» (1:2) Фёдор Чалов провёл свой 200-й матч в составе ЦСКА. 9 апреля 2023 года в матче чемпионата России против «Химок» (3:0) Чалов сделал результативную передачу на Ивана Облякова, благодаря чему в официальных матчах за ЦСКА достиг отметки в 100 очков по системе «гол+пас». По итогам сезона 2022/23 вместе с ЦСКА завоевал серебряные медали чемпионата России. 11 июня 2023 года стал обладателем Кубка России. В 41 матче во всех турнирах за ЦСКА Фёдор Чалов набрал 30 очков по системе «гол+пас» (24 гола и 6 передач), установив свой личный рекорд результативности.
26 июля 2023 года в матче группового этапа Кубка России против «Оренбурга» (0:6) Фёдор впервые вывел команду на поле в качестве капитана. 30 июля 2023 года в матче чемпионата России против «Ахмата» (2:3) Чалов сделал хет-трик, забив все три мяча с пенальти. 2 ноября в матче группового этапа Кубка России против «Оренбурга» (3:1) Чалов забил два гола, достигнув таким образом отметки в 50 мячей на «ВЭБ Арене». 20 ноября стал обладателем премии «Футбольный джентльмен года в России». 9 апреля 2024 года Фёдор Чалов продлил контракт с ЦСКА до конца сезона 2024/25. В мае 2024 года Чалов стал победителем в номинации «Лучшая голевая передача» сезона в РПЛ.
В июле 2024 года Фёдор Чалов покинул ЦСКА. За время выступлений за «армейцев» форвард сыграл 263 матча, забил 89 голов и отдал 46 результативных передач.

### ПАОК
1 августа 2024 года перешёл в греческий ПАОК, сумма трансфера составила три миллиона евро. 13 августа 2024 года в ответном матче квалификации Лиги Чемпионов против клуба «Мальмё» (5:6 общий счёт в д.в.) Чалов, выйдя на замену на 73-й минуте, дебютировал за новый клуб. 21 сентября в матче Суперлиги против «Волоса» (1:4) Фёдор Чалов забил дебютный гол за ПАОК. В матчах ПАОКа в Лиге Европы нападающий набрал 3 очка по системе «гол+пас» (2 гола и 1 передача), отличившись в играх против клубов РФШ (0:2) и «Ференцварош» (5:0). По итогам сезона 2024/25 вместе с ПАОКом завоевал бронзовые медали чемпионата Греции.

## Карьера в сборной
Выступал за юношеские и молодёжные сборные России. Участник чемпионата Европы среди молодёжных сборных 2021 года.
11 мая 2018 года был включён в расширенный список футболистов для подготовки к чемпионату мира 2018, но в окончательную заявку не попал.
5 ноября 2018 года был включён в заявку на товарищеский матч сборной России против сборной Германии и заключительный матч в Лиге наций против Швеции, однако на поле так и не вышел.
21 марта 2019 года дебютировал за национальную сборную, выйдя на поле вместо Дениса Черышева на 65-й минуте матча против сборной Бельгии (1:3) в рамках отбора к чемпионату Европы 2020. Впервые в стартовом составе за национальную сборную вышел 12 ноября 2020 года в товарищеском матче против сборной Молдовы (0:0).
12 октября 2023 года забил свой первый мяч за сборную России в ворота сборной Камеруна (1:0).
7 июня 2024 года в товарищеском матче против сборной Беларуси (0:4) оформил первый дубль за сборную России.

## Достижения

### Командные
ЦСКА (Москва)
- Серебряный призёр чемпионата России (3): 2016/17, 2017/18, 2022/23
- Бронзовый призёр чемпионата России: 2024/25
- Обладатель Кубка России: 2022/23
- Обладатель Суперкубка России: 2018
- Финалист Суперкубка России (2): 2016, 2023

«Базель»
- Серебряный призёр чемпионата Швейцарии: 2021/22

ПАОК
- Бронзовый призёр чемпионата Греции: 2024/25

### Личные
- Лучший бомбардир чемпионата России: 2018/19 (15 голов)[49]
- Лучший молодой футболист России: 2017 (национальная премия «Первая пятёрка»)[50]
- Лучший футболист по системе гол+пас чемпионата России: 2018/19[51]
- В списках «33 лучших футболистов» чемпионата России (4): 2017/18 (№ 3)[52], 2018/19 (№ 1)[53], 2022/23 (№ 1)[54], 2023/24 (№ 3)
- Лучший футболист месяца чемпионата России (3): апрель — май 2018[55], октябрь 2018[56], май 2019[57]
- «Футбольный джентльмен года в России»: 2023
- Член Клуба Григория Федотова

## Статистика

### Клубная
| Выступление      | Выступление      | Выступление      | Лига | Лига | Кубок | Кубок | Суперкубок | Суперкубок | Еврокубки | Еврокубки | Итого | Итого |
| Клуб             | Лига             | Сезон            | Игры | Голы | Игры  | Голы  | Игры       | Голы       | Игры      | Голы      | Игры  | Голы  |
| ---------------- | ---------------- | ---------------- | ---- | ---- | ----- | ----- | ---------- | ---------- | --------- | --------- | ----- | ----- |
| ЦСКА (Москва)    | Премьер-лига     | 2016/17          | 15   | 6    | 1     | 0     | 0          | 0          | 2         | 0         | 18    | 6     |
| ЦСКА (Москва)    | Премьер-лига     | 2017/18          | 20   | 6    | 1     | 0     | —          | —          | 10        | 1         | 31    | 7     |
| ЦСКА (Москва)    | Премьер-лига     | 2018/19          | 30   | 15   | 0     | 0     | 1          | 0          | 6         | 2         | 37    | 17    |
| ЦСКА (Москва)    | Премьер-лига     | 2019/20          | 30   | 8    | 3     | 0     | —          | —          | 6         | 1         | 39    | 9     |
| ЦСКА (Москва)    | Премьер-лига     | 2020/21          | 27   | 7    | 3     | 0     | —          | —          | 6         | 0         | 36    | 7     |
| ЦСКА (Москва)    | Премьер-лига     | 2021/22          | 16   | 3    | 2     | 0     | —          | —          | —         | —         | 18    | 3     |
| ЦСКА (Москва)    | Премьер-лига     | 2022/23          | 30   | 19   | 11    | 5     | —          | —          | —         | —         | 41    | 24    |
| ЦСКА (Москва)    | Премьер-лига     | 2023/24          | 29   | 12   | 11    | 4     | 1          | 0          | —         | —         | 41    | 16    |
| ЦСКА (Москва)    | Премьер-лига     | 2024/25          | 2    | 0    | 0     | 0     | —          | —          | —         | —         | 2     | 0     |
| ЦСКА (Москва)    | Итого            | Итого            | 199  | 76   | 32    | 9     | 2          | 0          | 30        | 4         | 263   | 89    |
| → Базель         | Суперлига        | 2021/22          | 14   | 4    | 0     | 0     | —          | —          | 2         | 0         | 16    | 4     |
| → Базель         | Итого            | Итого            | 14   | 4    | 0     | 0     | —          | —          | 2         | 0         | 16    | 4     |
| ПАОК             | Суперлига        | 2024/25          | 26   | 3    | 2     | 0     | —          | —          | 12        | 2         | 40    | 5     |
| ПАОК             | Суперлига        | 2025/26          | 0    | 0    | 0     | 0     | —          | —          | 2         | 0         | 2     | 0     |
| ПАОК             | Итого            | Итого            | 26   | 3    | 2     | 0     | —          | —          | 14        | 2         | 42    | 5     |
| Всего за карьеру | Всего за карьеру | Всего за карьеру | 239  | 83   | 34    | 9     | 2          | 0          | 46        | 6         | 321   | 98    |

### Матчи за сборные
| Матчи и голы Фёдора Чалова за сборную России | Матчи и голы Фёдора Чалова за сборную России | Матчи и голы Фёдора Чалова за сборную России | Матчи и голы Фёдора Чалова за сборную России | Матчи и голы Фёдора Чалова за сборную России | Матчи и голы Фёдора Чалова за сборную России | Матчи и голы Фёдора Чалова за сборную России |
| №                                            | Дата                                         | Оппонент                                     | Счёт                                         | Голы                                         | Турнир                                       |                                              |
| -------------------------------------------- | -------------------------------------------- | -------------------------------------------- | -------------------------------------------- | -------------------------------------------- | -------------------------------------------- | -------------------------------------------- |
| 1                                            | 21 марта 2019                                | Бельгия                                      | 1:3                                          | —                                            | Отборочные матчи ЧЕ-2020                     |                                              |
| 2                                            | 24 марта 2019                                | Казахстан                                    | 4:0                                          | —                                            | Отборочные матчи ЧЕ-2020                     |                                              |
| 3                                            | 12 ноября 2020                               | Молдова                                      | 0:0                                          | —                                            | Товарищеский матч                            |                                              |
| 4                                            | 17 ноября 2022                               | Таджикистан                                  | 0:0                                          | —                                            | Товарищеский матч                            |                                              |
| н/о                                          | 12 сентября 2023                             | Катар                                        | 1:1                                          | —                                            | Товарищеский матч                            |                                              |
| 5                                            | 12 октября 2023                              | Камерун                                      | 1:0                                          | 1                                            | Товарищеский матч                            |                                              |
| 6                                            | 20 ноября 2023                               | Куба                                         | 8:0                                          | —                                            | Товарищеский матч                            |                                              |
| 7                                            | 7 июня 2024                                  | Беларусь                                     | 4:0                                          | 2                                            | Товарищеский матч                            |                                              |
| 8                                            | 15 ноября 2024                               | Бруней                                       | 11:0                                         | —                                            | Товарищеский матч                            |                                              |

Итого: 8 матчей / 3 гола; 5 побед, 2 ничьих, 1 поражение.
| Матчи и голы Фёдора Чалова за молодёжную сборную России | Матчи и голы Фёдора Чалова за молодёжную сборную России | Матчи и голы Фёдора Чалова за молодёжную сборную России | Матчи и голы Фёдора Чалова за молодёжную сборную России | Матчи и голы Фёдора Чалова за молодёжную сборную России | Матчи и голы Фёдора Чалова за молодёжную сборную России | Матчи и голы Фёдора Чалова за молодёжную сборную России |
| №                                                       | Дата                                                    | Оппонент                                                | Счёт                                                    | Голы                                                    | Турнир                                                  |                                                         |
| ------------------------------------------------------- | ------------------------------------------------------- | ------------------------------------------------------- | ------------------------------------------------------- | ------------------------------------------------------- | ------------------------------------------------------- | ------------------------------------------------------- |
| 1                                                       | 24 марта 2017                                           | Румыния (до 21)                                         | 5:1                                                     | 1                                                       | Товарищеский матч                                       |                                                         |
| 2                                                       | 28 марта 2017                                           | Норвегия (до 21)                                        | 2:0                                                     | —                                                       | Товарищеский матч                                       |                                                         |
| 3                                                       | 27 мая 2017                                             | Узбекистан (до 23)                                      | 4:3                                                     | —                                                       | Товарищеский матч                                       |                                                         |
| 4                                                       | 31 мая 2017                                             | Беларусь (до 21)                                        | 7:0                                                     | 1                                                       | Товарищеский матч                                       |                                                         |
| 5                                                       | 31 августа 2017                                         | Армения (до 21)                                         | 0:0                                                     | —                                                       | Отборочные матчи МЧЕ-2019                               |                                                         |
| 6                                                       | 5 сентября 2017                                         | Гибралтар (до 21)                                       | 3:0                                                     | 1                                                       | Отборочные матчи МЧЕ-2019                               |                                                         |
| 7                                                       | 10 октября 2017                                         | Сербия (до 21)                                          | 2:3                                                     | —                                                       | Отборочные матчи МЧЕ-2019                               |                                                         |
| 8                                                       | 10 ноября 2017                                          | Армения (до 21)                                         | 2:1                                                     | —                                                       | Отборочные матчи МЧЕ-2019                               |                                                         |
| 9                                                       | 14 ноября 2017                                          | Италия (до 21)                                          | 2:3                                                     | —                                                       | Товарищеский матч                                       |                                                         |
| 10                                                      | 7 сентября 2018                                         | Египет (до 23)                                          | 1:1                                                     | —                                                       | Товарищеский матч                                       |                                                         |
| 11                                                      | 12 октября 2018                                         | Македония (до 21)                                       | 5:1                                                     | 1                                                       | Отборочные матчи МЧЕ-2019                               |                                                         |
| 12                                                      | 16 октября 2018                                         | Австрия (до 21)                                         | 2:3                                                     | 2                                                       | Отборочные матчи МЧЕ-2019                               |                                                         |
| 13                                                      | 6 сентября 2019                                         | Сербия (до 21)                                          | 1:0                                                     | —                                                       | Отборочные матчи МЧЕ-2021                               |                                                         |
| 14                                                      | 10 сентября 2019                                        | Болгария (до 21)                                        | 0:0                                                     | —                                                       | Отборочные матчи МЧЕ-2021                               |                                                         |
| 15                                                      | 11 октября 2019                                         | Польша (до 21)                                          | 2:2                                                     | —                                                       | Отборочные матчи МЧЕ-2021                               |                                                         |
| 16                                                      | 15 октября 2019                                         | Эстония (до 21)                                         | 5:0                                                     | 1                                                       | Отборочные матчи МЧЕ-2021                               |                                                         |
| 17                                                      | 15 ноября 2019                                          | Латвия (до 21)                                          | 2:0                                                     | —                                                       | Отборочные матчи МЧЕ-2021                               |                                                         |
| 18                                                      | 19 ноября 2019                                          | Сербия (до 21)                                          | 2:0                                                     | 1                                                       | Отборочные матчи МЧЕ-2021                               |                                                         |
| 19                                                      | 9 октября 2020                                          | Эстония (до 21)                                         | 4:0                                                     | 2                                                       | Отборочные матчи МЧЕ-2021                               |                                                         |
| 20                                                      | 13 октября 2020                                         | Латвия (до 21)                                          | 4:1                                                     | —                                                       | Отборочные матчи МЧЕ-2021                               |                                                         |
| 21                                                      | 25 марта 2021                                           | Исландия (до 21)                                        | 4:1                                                     | 1                                                       | МЧЕ-2021                                                |                                                         |
| 22                                                      | 28 марта 2021                                           | Франция (до 21)                                         | 0:2                                                     | —                                                       | МЧЕ-2021                                                |                                                         |
| 23                                                      | 31 марта 2021                                           | Дания (до 21)                                           | 0:3                                                     | —                                                       | МЧЕ-2021                                                |                                                         |

Итого за молодёжную сборную: 23 матча / 11 голов; 14 побед, 4 ничьи, 5 поражений.